# Северный медведь (прам)
«Северный медведь» — прам Азовской флотилии России, участник русско-турецкой войны 1735—1739 годов.

## Описание судна
Один из девяти больших 44-пушечных двухдечных прамов типа «Близко не подходи», построенных на Тавровской верфи. Вооружение судна состояло из 44-х орудий.

## История постройки
8 (19) апреля 1723 года Петром I был подписан указ о строительстве в Таврове судов для будущего флота, предназначавшегося для борьбы за выход в Чёрное море. Согласно приказу в том же году были заложены 9 больших 44-пушечных двухдечных и 6 малых 8-пушечных однодечных прамов. После подписания в Константинополе 12 (23) июня 1724 года русско-турецкого договора, разграничивающего владения России и Турции, 1 (12) октября 1724 года был издан указ о прекращении работ по строительству судов. В результате чего прамы были оставлены недостроенными на стапелях. При подготовке к новой войне с Турцией в 27 июня (8 июля) 1735 года был издан указ императрицы Анны Иоанновны о достройке, спуску на воду и подготовке судов, построенных в Таврове. В результате все 9 прамов типа «Близко не подходи» были спущены в 1735 году.

## История службы
Прам «Северный медведь» принимал участие в русско-турецкой войне 1735—1739 годов. В августе 1735 года был переведён из Таврова в Павловск. 2 (13) апреля 1736 года вошёл в состав отряда контр-адмирала П. П. Бредаля и вышел из Павловска к Азову, куда прибыл к 12 (23) мая.
12 (1) июня прам подошёл к крепости Азова и начал бомбардировку её укреплений. Сделав 778 выстрелов, на следующий день 13 (2) июня отошёл от крепости. За время бомбардировки от ответного огня противника было ранено двое из членов экипажа. 19 (30) июня крепость Азов капитулировала.
С ноября 1736 года прам остался у Азова на зимовку, а в следующем 1737 году был вытащен на отмель, поскольку его корпус оказался гнил и в нём открылась сильная течь. В 1738 году прам «Северный медведь» был разобран.

## Командиры судна
Командиром прама «Северный медведь» во время осады Азова в 1736 году служил капитан полковничьего ранга Даниил Герценберг. Сведений о других командирах судна не найдено.

### Комментарии
1. ↑  Другие прамы этого типа носили наименования «Близко не подходи», «Гром и молния», «Небоязливый», «Разгневный», «Дикий бык», «Сердитый», «Спящий лев» и «Страшный»[1].
2. ↑  По другим данным в 1734 году[4].